# Imprimi potest

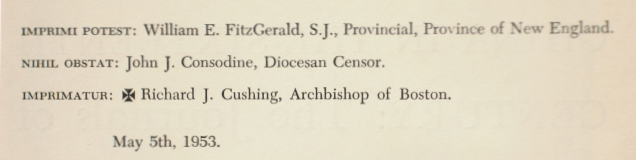
Imprimi potest (дозволено до друку від релігійного ордену), nihil obstat (немає заперечень від цензора) та імприматур (дозвіл на друк від єпископа, у цьому випадку Річарда Кушинга) у книзі, виданій Random House у 1953 році. Книга є англійським перекладом Луїса Дж. Галлахера, S.J., твору De Christiana expeditione apud Sinas Маттео Річчі, S.J., та Ніколя Тріго, S.J.

Imprimi potest або imprimi permittitur (лат. «може бути надруковано») — це декларація вищого настоятеля релігійного інституту Католицької церкви, яка засвідчує, що твори члена цього інституту на релігійні чи моральні теми можуть бути опубліковані. Настоятелі видають таку декларацію лише після того, як цензори, відповідальні за перевірку твору, нададуть лат. nihil obstat — висновок про відсутність заперечень. Остаточний дозвіл на друк надається через лат. Imprimatur («нехай буде надруковано») від єпископа автора або єпископа місця публікації.